# كوز شرقي
كوز شرقي قرية سورية تتبع ناحية اليعربية في منطقة المالكية التابعة لمحافظة الحسكة. بلغ عدد سكانها 1018 نسمة عام 2004.
تقع على بعد 25 كم تقريبا إلى الشمال الغربي من مدينة اليعربية و20 كم عن الحدود مع العراق.